# Château de Montchevrier
 (mars 2015).
Le château de Montchevrier était situé en Mayenne, à Nuillé-sur-Vicoin, lieu-dit Montchevrier à 2,5 km au sud du bourg. Il est en ruines depuis le XVIIe siècle.

## Désignation
- Villicaria in feodo de Monchevrier, 1236[1] ;
- Les fez au seignor de Montchevrier, 1309 ;
- Terra et domus de Monchevrier, 1499[2] ;
- La Chapelle de la maison de Montchevrier, 1532[3] ;
- Le lieu et chastellenie de Montchevrier, 1583[4] ;
- Montchevrier, village[5].

## Historique
Fief et domaine ayant moyenne et basse justice, mouvant de Laval à charge de 40 jours de garde à la tour aux Biches-Cornues. Par acte du 5 février 1542 (v.s.) Guy XVII de Laval, en présence de MM. de Théligny et de Thou, érigea Montchevrier en châtellenie. Ce fut dans la suite l'occasion de longs démêlés.
La prééminence dans l'église ne fut accordée aux seigneurs de Montchevrier qu'après des débats séculaires avec leurs voisins du château de Lancheneil, 1486-1666. Emma de Laval avait concédé au seigneur de Montchevrier en 1236 un droit d'usage dans la forêt de Concise. Henri de la Trémoïlle le racheta en 1627 pour une somme de 3 700 livres.
Il ne reste plus traces d'un château qui fut important, où Lancelot de Brée, faisait sa résidence ordinaire, pour lequel il avait obtenu ainsi que pour ses sujets et tous les paroissiens de Nuillé, des lettres de sauvegarde du seigneur de Lavardin, le 19 juillet 1591, et où il mourut le 23 avril 1600.
Dès 1627, il était en estat de vétusté et de ruisne. Urbain de Montecler le décrit pourtant en 1633 comme clos de murailles et fossés à eau-vive, avec pont-levis pour entrer et sortir, chapelle et fuye, jardins clos de hayes et fossés, bois de haute futaye au-devant du portail, sans oublier le droit de pêche dans la Mayenne  depuis où souloit estre la charrière du Port-Raingeard, près la Véronnière, une demi-lieue. Mais la ruine s'est accentuée en 1679, et si Hubert Jaillot indique encore manoir et chapelle fondée, c'est simple souvenir traditionnel.
En 1671, Louis-Joseph de Montecler, seigneur de la chatellenie de Fouilloux, doit vingt livres de taille à Henri III de La Trémoille, comte de Laval, pair de France ; il doit 40 sols pour la terre de Saint-Jean de Mayenne il doit pour la chatellenie de Montchevrier 4 livres de taille et quarante jours et quarante nuits de garde en la ville de Laval. Louis-Joseph, gouverneur de Laval, fut inhumé en 1686 dans l'église de Saint-Tugal.
La chapelle avait été fondée sous le vocable de Saint-Jean, par acte du 28 octobre 1532, par Gilles de Brée et Claude de Feschal, sa femme à charge d'une messe de Notre-Dame et d'une autre de la Passion ou de la Trinité. En 1683, le service fut transféré dans la chapelle de Lancheneil.
C'est à Montchevrier que Jambe d'Argent fut nommé chef des Chouans du canton, le 22 avril 1794. Le bois voisin servit souvent de lieu de réunion à sa division.

## Liste des seigneurs
- Sylvestre de la Volue, 1199 ;

### Famille de Brée
- Robert de Brée, mari de Jeanne de la Volue ;
- Gervais de Brée, mari d'Agnès, à qui Emma de Laval fait remise de droits de vairie sur Montchevrier, et concède droit d'usage en Concise, 1236 ;
- Guillaume II de Brée, marié le 20 avril 1382 à Jeanne de Scépeaux , 1413 ;

- Jean de Brée, époux de Jeanne de la Maurière, 1423, 1452 ;
- Guyon de Brée, 1468, 1486 et Louise de Laval, fille de Thibault II de Laval-Loué, épousée le 22 août 1476, veuve, 1499 ;
- Gilles de Brée, mari de Claude de Feschal,  1503, 1533 ;
- François de Brée, 1541, 1547 ;
- Lancelot de Brée, 1559, 1600 ;

### Famille de Froullay
- André de Froullay, par l'acte de partage du 6 juin 1601 devant Lemercier, prit pour préciput le chasteau clos de douves et murailles avec les fiefs et droits honorifiques, et le domaine ;

### Famille de Monteclerc
- Urbain, 1er marquis de Monteclerc (1577-1641) baron de Charnay, seigneur de Launai-Pean, de Fouilloux, de Montchevrier, titré marquis de Montecler en 1616, époux de Marie de Froullay dont le frère, René de Froullay, avait partagé cette châtellenie avant 1619 ;
- André de Monteclerc (1600-1657), fils du précédent, époux de Marie de La Flèche, 1649 ;

### Famille de Meaulne
- Charles de Meaulne, marquis de Lancheneil, par acquisition de Louis-Joseph de Montecler, et des autres puînés du marquis de Montecler, par acte du 18 février 1677, devant Poulain, notaire à Laval. L'acquéreur étant marquis de Lancheneil, il réunit dans sa main les deux principaux fiefs de Nuillé. Cette situation dura jusqu'en 1790.

### Famille de Preaulx
- Charles-Joseph, 4e marquis de Preaulx (1685-1763) reçut les terres de Lancheneil, Montchevrier, Nuillé-sur-Vicoin, etc., en 1719 par suite de son mariage avec Marie-Henriette de Meaulne (fille et unique héritière de Henri de Meaulne, marquis de Lancheneil).
- Joseph-François de Paule, 5e marquis de Préaulx, fils du précédent, épousa en 1748 Marguerite des Nos de la Feuillée, sœur de la duchesse de Saint-Aignan, puis en 1755 Catherine-Jeanne du Tertre de Sancé, fille unique du marquis de Sancé.

## Source
- « Château de Montchevrier », dans Alphonse-Victor Angot et Ferdinand Gaugain, Dictionnaire historique, topographique et biographique de la Mayenne, Laval, A. Goupil, 1900-1910 [détail des éditions] (BNF 34106789, présentation en ligne), t. III, p. 72.